# Connaught Engineering
 Connaught Engineering  és un constructor anglès de cotxes que va arribar a construir monoplaces per disputar curses a la Fórmula 1.

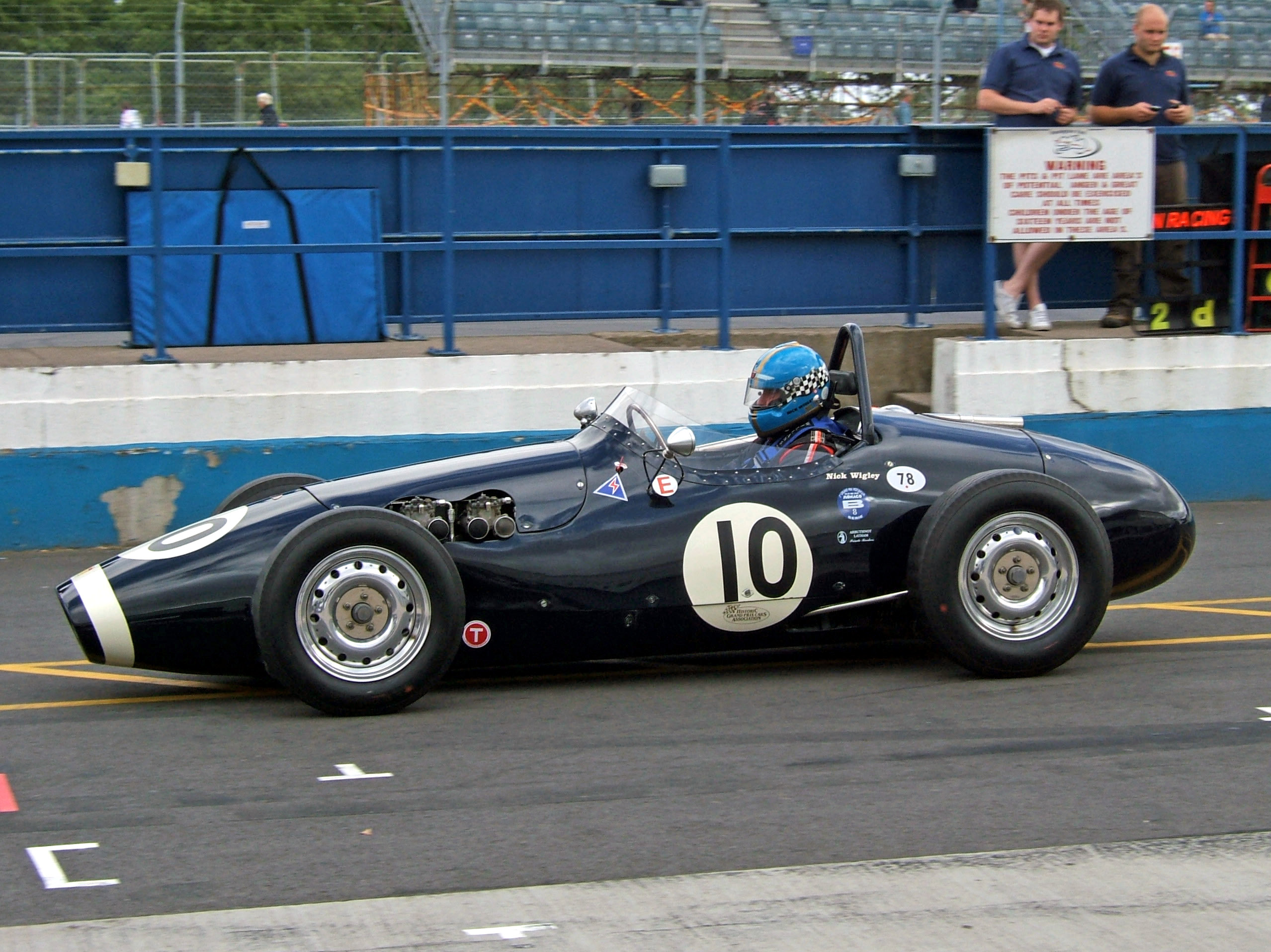
Un Connaught Type A de Formula 1.

## A la F1
A les temporades 1952 i 1953 el campionat de Fórmula 1 i de Fórmula 2 va ser el mateix, disputant alhora les curses per aconseguir més monoplaces corrent i per tant, més espectacle. D'aquesta manera va ser més fácil pels equips petits arribar a la F1.
Va haver-hi presència de monoplaces Connaught a les temporades entre 1952 i 1959, en un total de 18 curses de la F1, aconseguint 1 podi i un total de disset punts pel campionat.